# Galgagyörk
Galgagyörk es un pueblo húngaro perteneciente al distrito de Vác, condado de Pest.

## Superficie
Cuenta con una superficie de 14,72 km².

## Demografía
Hasta 2024 la población era de 914 habitantes, con una densidad de población de 62,09 hab/km².
| Gráfica de evolución demográfica de Galgagyörk entre 2020 y 2024 |
|                                                                  |
| Datos según la Oficina Central de Estadística de Hungría.        |